# دودو (بازیکن فوتبال، زاده ۲۰۰۶)
دودو (انگلیسی: Dudu؛ زادهٔ ۱ ژانویهٔ ۲۰۰۶) بازیکن فوتبال اهل برزیل است که در حال حاضر برای باشگاه فوتبال اتلتیکو پارانائنزه بازی می‌کند. 
از باشگاه‌هایی که در آن بازی کرده است می‌توان به باشگاه فوتبال اتلتیکو پارانائنزه اشاره کرد.
وی همچنین در تیم ملی فوتبال زیر ۱۷ سال برزیل بازی کرده است.